# Ермо-Николаевское сельское поселение
Ермо-Николаевское се́льское поселе́ние — муниципальное образование в Пителинском районе Рязанской области Российской Федерации.
Административный центр — село Ермо-Николаевка.

## История
Административное устройство и границы сельского поселения определяются законом Рязанской области от 07.10.2004 N 88-ОЗ.

## Население
| 2010 | 2012 | 2013 | 2014 | 2015 | 2016 | 2017 |
| ---- | ---- | ---- | ---- | ---- | ---- | ---- |
| 882  | ↘866 | ↘833 | ↘799 | ↘760 | ↘736 | ↘727 |
| 2018 | 2019 | 2020 | 2021 |      |      |      |
| ↘722 | ↘712 | ↘695 | ↘613 |      |      |      |

## Состав сельского поселения
| №  | Населённый пункт   | Тип населённого пункта       | Население |
| -- | ------------------ | ---------------------------- | --------- |
| 1  | Высокие Поляны     | село                         | 192       |
| 2  | Ермо-Николаевка    | село, административный центр | 287       |
| 3  | Жуковка            | деревня                      | 16        |
| 4  | Кононовка          | деревня                      | 50        |
| 5  | Кошибеевка         | деревня                      | 10        |
| 6  | Краснопартизанский | посёлок                      | 259       |
| 7  | Лукино             | деревня                      | 50        |
| 8  | Полесье            | посёлок                      | 6         |
| 9  | Пятницкий Яр       | хутор                        | 0         |
| 10 | Терентеево         | село                         | 12        |